# 24238 Adkerson
24238 Adkerson è un asteroide della fascia principale. Scoperto nel 1999, presenta un'orbita caratterizzata da un semiasse maggiore pari a 2,3872364 UA e da un'eccentricità di 0,0783511, inclinata di 6,93680° rispetto all'eclittica.